# Prepona xenagoras
Prepona xenagoras är en fjärilsart som beskrevs av William Chapman Hewitson 1875. Prepona xenagoras ingår i släktet Prepona och familjen praktfjärilar. Inga underarter finns listade i Catalogue of Life.